# Dorothe Engelbretsdotter
Dorothe Engelbretsdotter (16 de gener de 1634 - 19 de febrer de 1716) fou una escriptora de la literatura noruega. Va escriure principalment himnes i poemes. Ha estat caracteritzada com la primera autora de Noruega i la primera feminista abans que el feminisme esdevingués un concepte.

## Família
Engelbretsdotter va néixer a Bergen. Era filla del rector i vicari, Engelbret Jørgenssøn i Anna Wrangel. El seu pare fou el cap de l'escola secundària i més tard deà de la catedral. El 1652 es va casar amb Ambrosius Hardenbeck, un famós teòleg, conegut pels seus sermons de funeral. Va tenir cinc fills i quatre filles.

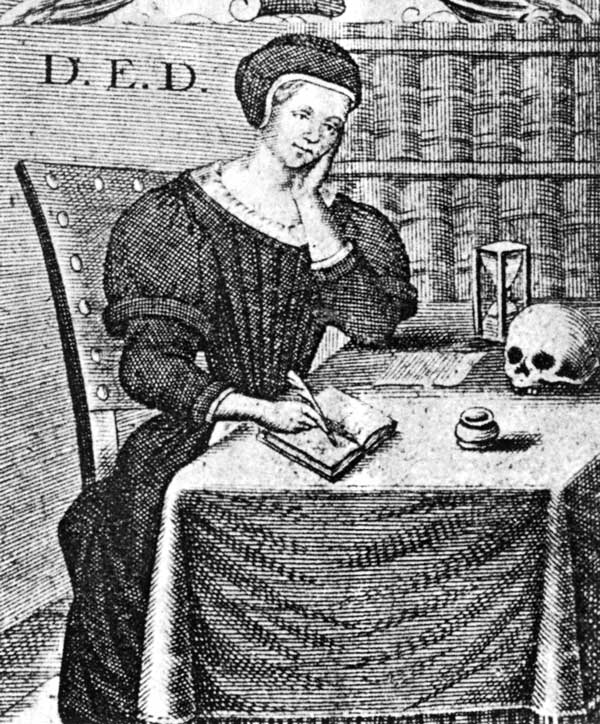
Gravat de 1685 en què es veu Engelbretsdotter mentre treballa

## Carrera
El 1678 va aparèixer el seu primer volum, Själens aandelige Sangoffer publicat a Copenhaguen. Es tracta d'un llibre d'himnes i peces devocionals, que va tenir gran ressò públic. Aquests primers versos han estat considerats els millors de l'autora. Aquesta fama li va permetre viatjar a Dinamarca i fou rebuda a la cort. També va conèixer Thomas Hansen Kingo, el pare del poeta danès, que va dur a terme un concurs poètic improvisat de preguntes i respostes. També aquí va escriure Tåreoffer ('Sacrifici de llàgrimes'), dedicada a la reina Carlota Amàlia, l'esposa de Cristià V de Dinamarca.
El 1683 va morir el seu marit, quan ja havia tingut nou fills, set dels quals havien mort i els altres dos vivien lluny de Bergen. Es va perdre la casa on havia viscut en l'incendi de 1702, com el 90% de la ciutat. Ho va expressar en el poema Afften Psalme. Va morir el 19 de febrer de 1716.